# Уэранг, Эбигейл
Эбигейл Роуз Уэранг (англ. Abigail Rose Wehrung; род. 28 декабря 1995 года, Дейлсфорд, Виктория, Австралия) — австралийская профессиональная баскетболистка, выступающая за команду женской национальной баскетбольной лиге «Бендиго Спирит». Играет на позиции атакующего защитника.
В составе национальной сборной Австралии завоевала бронзовые медали чемпионата Азии 2021 года в Иордании и стала победительницей летних Универсиад 2017 года в Тайбэе и 2019 года в Неаполе и чемпионата Океании среди девушек до 17 лет 2011 года в Австралии, а также принимала участие на чемпионате мира среди девушек до 17 лет 2012 года в Голландии.

## Ранние годы
Эбигейл Уэранг родилась 28 декабря 1995 года в городе Дейлсфорд (штат Виктория), к северо-западу от Мельбурна.